# Barbara Kos
Barbara Małgorzata Kos (ur. 1958 w Krakowie) – polska doktor habilitowana nauk ekonomicznych, specjalizująca się w logistyce, prorektorka Uniwersytetu Ekonomicznego w Katowicach (2016–2020).

## Życiorys
Absolwentka IV Liceum Ogólnokształcącego w Katowicach. W 1981 ukończyła studia w Akademii Ekonomicznej w Katowicach, następnie podjęła pracę na macierzystej uczelni. W 1990 doktoryzowała się z nauk ekonomicznych z zakresu ekonomiki i organizacji transportu na Wydział Handlu, Transportu i Usług Akademii Ekonomicznej im. Karola Adamieckiego w Katowicach na podstawie pracy System ekonomiczny publicznej pasażerskiej komunikacji miejskiej (promotor: Jan Wiesner). W 1999 habilitowała się z nauk ekonomicznych tamże, przedstawiając monografię Logistyczne aspekty przepływu ładunków niebezpiecznych.
Pełniła m.in. funkcję dziekanki Wydziału Ekonomii. Od 2016 do 2020 była prorektorką do spraw nauki i kadry akademickiej. Wypromowała co najmniej sześcioro doktorów.
W 2022 odznaczona Krzyżem Kawalerskim Orderu Odrodzenia Polski.